# Kim Reynolds
Kimberly Kay Strawn, detta Kim e coniugata Reynolds (Truro, 4 agosto 1959), è una politica statunitense, governatrice dell'Iowa dal 2017 ed in precedenza vicegovernatrice dello stesso stato dal 2011 al 2017. In precedenza, Reynolds ha servito come senatrice statale dal 2009 al 2010.

## Biografia
Reynolds è nata a Truro, Iowa, ed è cresciuta a St. Charles. Ha frequentato la Northwest Missouri State University, dove ha preso lezioni di economia, scienze dei consumatori, abbigliamento e progettazione tra il 1977 e il 1980.
Ha frequentato le lezioni di contabilità presso il Southwestern Community College dal 1992 al 1995.
Dal 1996 al 2001 era membro del consiglio dell'Iowa Public Employees Retirement System (lett. "sistema di pensionamento dei dipendenti pubblici dell'Iowa").
Reynolds ha ricoperto per quattro mandati il ruolo di tesoriere della Contea di Clarke prima di essere eletta al Senato dell'Iowa il 4 novembre 2008 in rappresentanza del distretto 48, sconfiggendo Ruth Smith (D) e Rodney Schmidt (I).
Nel 2011 assume la carica di vicegovernatrice dell'Iowa sotto il neo-governatore Terry Branstad. Rieletta nel 2014, assume poi la carica di governatrice il 24 maggio 2017 in seguito alle dimissioni di Branstad, nominato dal presidente Donald Trump come ambasciatore statunitense in Cina. Nel 2018 decide di correre per un mandato regolare venendo eletta con il 50,3%.

### Governatrice dell'Iowa
Reynolds è una convinta sostenitrice di Donald Trump. Ha bloccato due terzi delle richieste del procuratore generale dello stato Tom Miller (appartenente al Partito Democratico) di partecipare a cause multistatali che sfidano le politiche dell'amministrazione Trump; tra le richieste di veto c'erano proposte per sfidare le politiche di Trump relative a immigrazione, asilo, aborto, controllo delle nascite, deregolamentazione ambientale, politica sulle armi e diritti LGBT. Reynolds ha impedito a Miller di includere l'Iowa in una sfida legale all'abrogazione da parte dell'amministrazione Trump del Clean Power Plan (lett. "Piano energia pulita"), un regolamento dell'era Obama che limitava le emissioni di gas serra (come il carbonio) per contrastare il cambiamento climatico. 
Nel 2018 ha riconosciuto che le politiche commerciali e tariffarie di Trump stavano danneggiando gli agricoltori americani (poiché le esportazioni agricole erano diminuite a causa delle tariffe imposte da altre nazioni come rappresaglia per le tariffe di Trump), ma ha poi affermato che gli agricoltori alla fine ne avrebbero beneficiato. Reynolds è apparsa insieme a Trump durante la campagna presidenziale del 2020; in quelle elezioni Trump ha vinto l'Iowa , ma ha perso a livello nazionale contro Joe Biden, che ha vinto sia il voto elettorale che il voto popolare nazionale. Dopo la perdita di Trump, Reynolds non ha denunciato le affermazioni del presidente di frode elettorale e ha rifiutato di riconoscere la vittoria di Biden fino al gennaio 2021, quando il Congresso ha contato formalmente i voti. Ha condannato l'assalto al Campidoglio, che ha interrotto il conteggio dei voti elettorali, ma ha detto che molte persone credevano che l'elezione fosse "non valida". 
Nel maggio 2018, Reynolds ha firmato un disegno di legge per rinnovare le politiche di efficienza energetica dell'Iowa. Sempre nel maggio 2018, ha firmato un "disegno di legge sul battito cardiaco fetale", uno dei divieti di aborto più restrittivi della nazione. Nel gennaio 2019, un giudice dello stato dell'Iowa ha dichiarato incostituzionale la legge. Reynolds ha scelto di non fare appello, dicendo che non credeva che "una battaglia legale persa" avrebbe fatto avanzare la causa anti-aborto. 

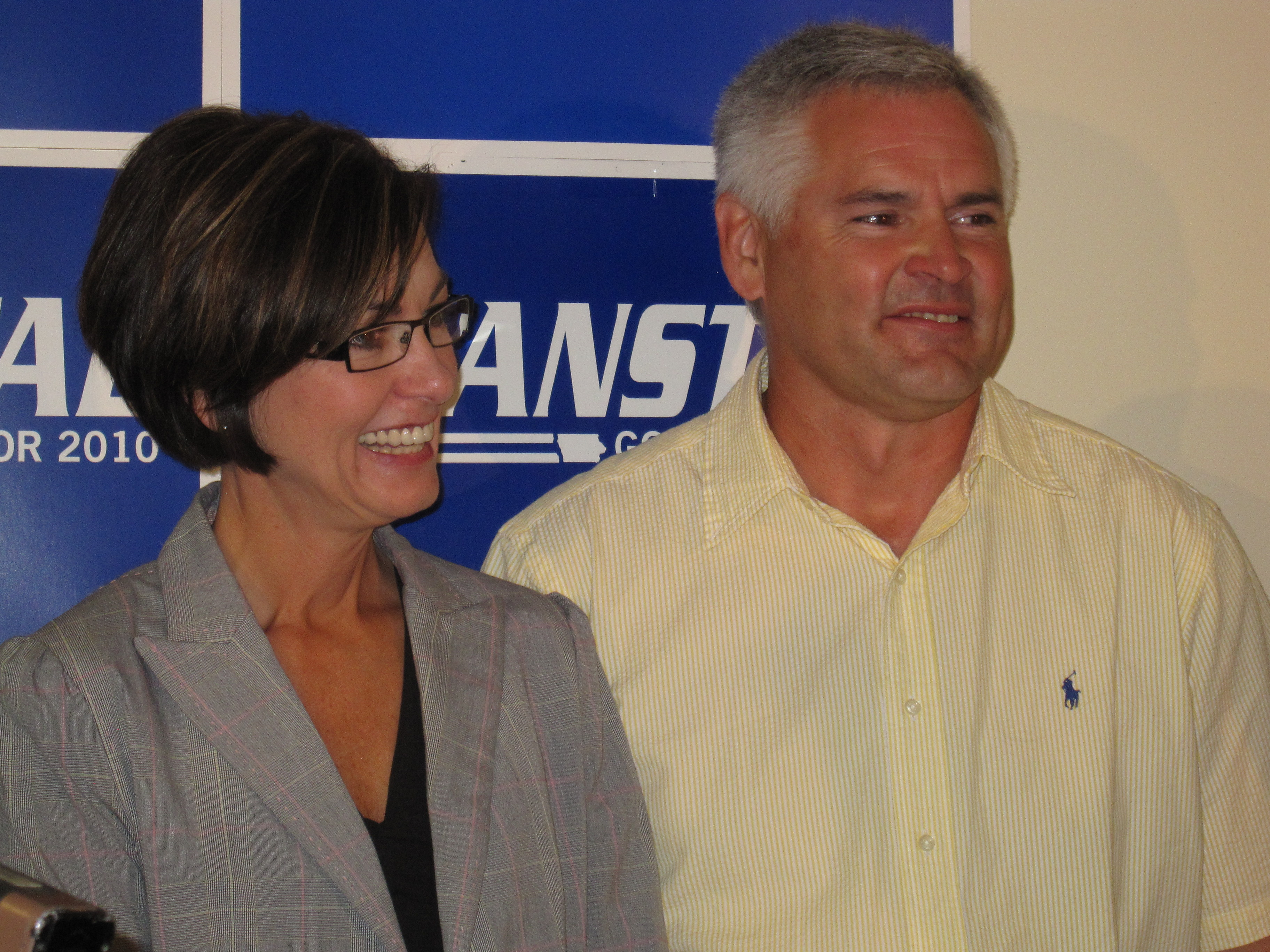
Kim con il marito Kevin Reynolds nel 2010

Ha ripetutamente chiesto un emendamento alla Costituzione statale in modo che non protegga il diritto all'aborto; un tale emendamento rovescerebbe una decisione della Corte Suprema dell'Iowa del 2019 che afferma che la costituzione dello stato protegge il diritto all'aborto. Nel 2021, Reynolds ha firmato un disegno di legge che obbligava le donne che abortivano ad aspettare 24 ore; un tribunale dell'Iowa ha annullato la legge.

## Vita privata
Kim e suo marito, Kevin Reynolds, hanno tre figli.
Kim Reynolds è stata accusata due volte di guida in stato di ebbrezza, nel 1999 e nell'agosto 2000.  Nel 2017, Reynolds ha affermato di aver cercato un trattamento ospedaliero per alcolismo dopo il suo secondo arresto ed era stata sobria per quasi 17 anni.